# Europejska Partia Zielonych
Europejska Partia Zielonych (ang. European Green Party, EGP) – europejska partia polityczna założona przez 32 partie członkowskie Europejskiej Federacji Partii Zielonych na kongresie 20–22 lutego 2004 roku w Rzymie. Reprezentuje ją dwoje rzeczników, aktualnie (od grudnia 2024) są to: Ciarán Cuffe i Wula Tsetsi. Obecnie w skład EPZ wchodzi 36 partii członkowskich i 9 partii-obserwatorów.
Do najważniejszych ciał EPZ należą Kongres, Rada i Komitet.
Kongres składa się z 400 reprezentantek/reprezentantów partii członkowskich i Zielonych europosłów. Ich liczba z każdej partii członkowskiej jest ustalana proporcjonalnie do liczby głosów uzyskanych w ostatnich wyborach do Parlamentu Europejskiego lub wyborach do parlamentów krajowych. Każda partia ma co najmniej czworo członkiń/członków. Kongres ma decydujący głos w kwestii ogólnych kierunków polityki EPZ i głównych zasad.
Rada składa się z przedstawicieli/przedstawicielek zielonych europosłów i partii członkowskich. Rada odpowiada za działania polityczne pomiędzy kongresami oraz decyduje w kwestiach organizacyjnych, takich jak wybór Komitetu, przyjmowanie partii członkowskich i partii obserwatorek oraz statut EPZ.
Komitet składa się z 9 członkiń/członków wybieranych przez partie członkowskie. W skład Komitetu wchodzą: dwoje rzeczników (kobieta i mężczyzna), sekretarz generalny/a i skarbnik/czka oraz delegat/ka Federacji Młodych Zielonych Europejskich. Zgodnie ze statutem EPZ Komitet składa się parytetowo z co najmniej 4 kobiet i co najmniej 4 mężczyzn. Komitet odpowiada za bieżące sprawy polityczne oraz wykonywanie decyzji Rady.
EPZ działa na rzecz swoich partii członkowskich w celu wdrożenia zielonej polityki w Europie. Wspiera merytorycznie mniejsze partie Zielonych. Ściśle współpracuje z Grupą Zieloni – Wolny Sojusz Europejski w Parlamencie Europejskim.
Do Europejskiej Partii Zielonych należy Partia Zieloni z Polski (przyjęta do EPZ w maju 2005). W komitecie EPZ w latach 2006–2009 Magdalena Mosiewicz, była wieloletnia współprzewodnicząca partii (działającej wtedy pod nazwą Zieloni 2004). Od czerwca 2022 członkinią komitetu EPZ jest Małgorzata Tracz, była współprzewodnicząca partii w latach 2015-2022.  

## Liderzy partii

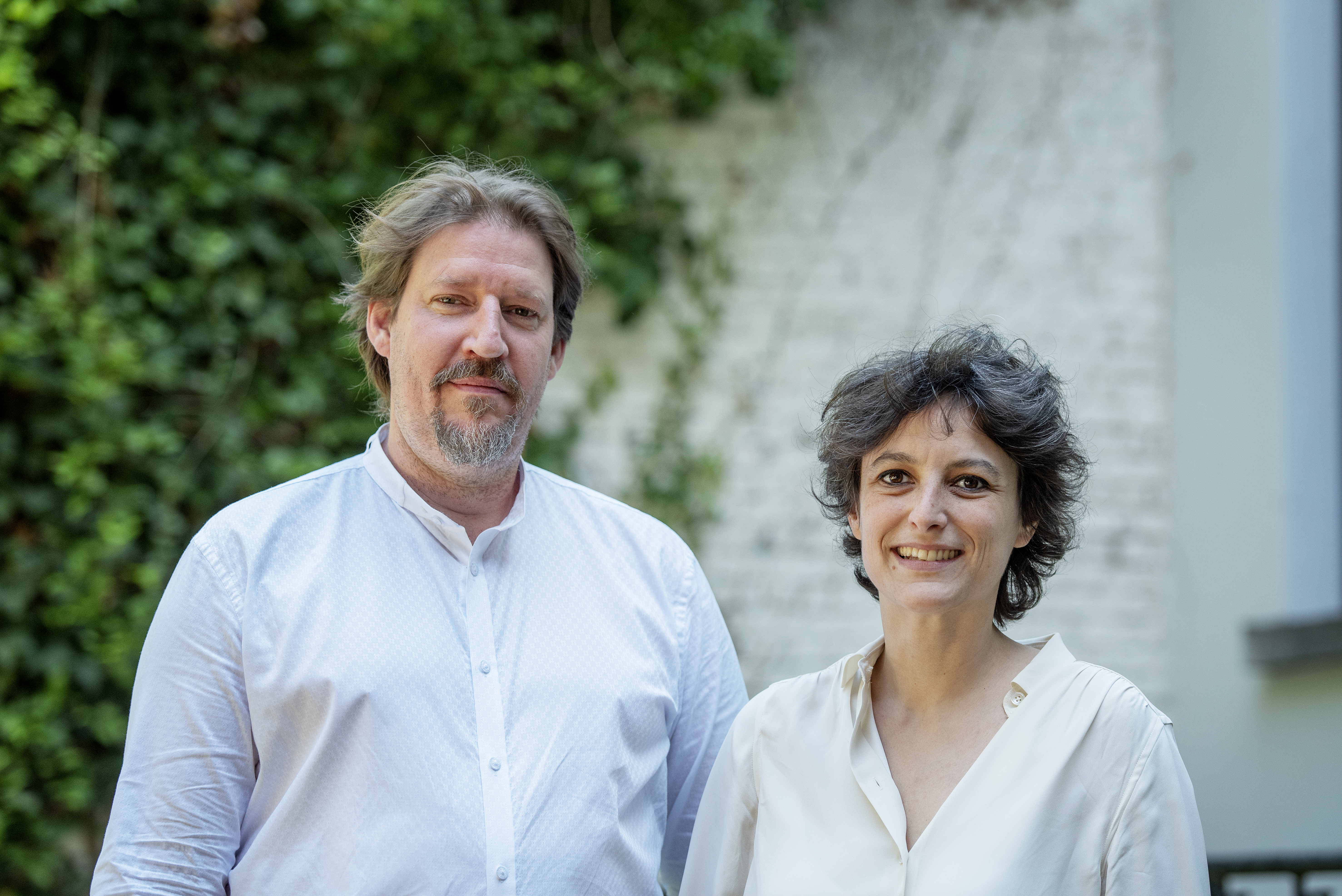
Thomas Waitz i Mélanie Vogel

- Grazia Francescato i Pekka Haavisto (2004–2006)
- Ulrike Lunacek i Philippe Lamberts (2006–2009)
- Monica Frassoni i Philippe Lamberts (2009–2012)
- Monica Frassoni i Reinhard Bütikofer (2012–2019)
- Évelyne Huytebroeck i Thomas Waitz (2019–2022)
- Mélanie Vogel i Thomas Waitz (2022–2024)
- Ciarán Cuffe i Wula Tsetsi (od 2024)

## Dokumenty programowe
Przyjęte przez II Kongres EPZ w Genewie (14 października 2006):
- Karta europejskich Zielonych
- Zielona przyszłość Europy

Przyjęte przez Radę EPZ na posiedzeniu w Lublanie (11–13 kwietnia 2008):
- Rezolucja o zmianach klimatycznych
- Europa jako kontynent migracji
- Zielona wizja gospodarki europejskiej

Przyjęte przez Radę EPZ na posiedzeniu w Paryżu (9–12 października 2008):
- Zielona wizja Europy socjalnej
- Zielona polityka żywnościowa dla Europy

Przyjęty przez Kongres Wyborczy w Brukseli (27–28 marca 2009):
- Zielony Nowy Ład dla Europy. Manifest wyborczy Zielonych na wybory do Parlamentu Europejskiego.

Przyjęte przez Radę EPZ na posiedzeniu w Brukseli (29 marca 2009):
- Ochrona i promowanie praw człowieka
- Zielona polityka na rzecz młodzieży